# Nicolino Milano
Nicolino Milano (25 de juny de 1876 a Lorena, Estat de São Paulo - 1 d'octubre de 1962 a Rio de Janeiro) fou un compositor brasiler.
Va estudiar a Rio de Janeiro i va formar part d'orquestra de teatre, en qualitat de violinista, al Brasil i a Portugal.
Com a compositor se li deuen les operetes Joäo das velhas, O tio Barrigas, O segredo da Morgada, etc., i un Hymno da Imprensa, executat a Porto el 1905 amb molt d'èxit.